# Copa Intercontinental 1996
La Copa Intercontinental 1996 fue la 35º edición del torneo. Enfrentó al club vencedor de la UEFA Champions League ante el ganador de la Copa Libertadores de América.

## Clubes clasificados
| UEFA (Europa)         |  | Juventus    |  | Campeón de la Liga de Campeones de la UEFA (1995-96) |
| CONMEBOL (Sudamérica) |  | River Plate |  | Campeón de la Copa Libertadores de América (1996)    |

## Sede
| Japón               |          |
| Ciudad              | Estadio  |
| Tokio               | Nacional |
|                     |          |
| 57 363 espectadores |          |

## Desarrollo
El partido, con triunfo del cuadro italiano por 1 a 0 con gol de Alessandro Del Piero, tuvo un desarrollo bastante corecto, definiéndose con un gol sobre el final del encuentro. River Plate se mostró más dispuesto a defender y contragolpear con la habilidad de sus delanteros Ariel Ortega y Enzo Francescoli, mientras Juventus, a pesar de la marca ordenada de su rival, logró en algunas ocasiones poner frente a frente a Alen Bokšić o a Alessandro Del Piero con el arquero argentino Roberto Bonano, quien tuvo una destacada actuación con tres tapadas providenciales. Angelo Peruzzi también se destacó evitando en dos ocasiones el remate del argentino Ortega. Fue una victoria merecida para el equipo italiano que siempre tuvo el partido en sus manos, demostrando ser más fuerte que los argentinos.No obstante vale aclarar que en el fútbol no existe los merecimientos y como el gol de Del Piero fue casi en un contexto raro, también se lo pudo llevar River con el golpe en el travesaño en la jugada que tuvo Ariel Ortega. En un análisis neutral el partido estuvo para los dos, ganando el cotejo el equipo italiano con un gol sobre el final.

## Controversia
Se conocieron informes que señalaban que los futbolistas del equipo italiano habrían consumido  una hormona proteica que mejora el rendimiento en aquellas situaciones de fatiga en las que el cuerpo requiere más oxígeno, y un uso excesivo de fármacos legítimos. El uso de estos sustancias habría sido previo y posterior a la final intercontinental de 1996. No obstante, ninguna autoridad deportiva ni River Plate presentaron algún procedimiento disciplinario o denuncia contra el club italiano.Las acusaciones de dopaje contra la Juve nunca fueron probadas, de hecho, el club italiano fue absuelto en el segundo nivel de juicio.
La Corte Suprema de Casación (tercera y última instancia de sentencia), sobre el uso excesivo de fármacos legítimos, calificó el recurso de la Procura de Turín como "abstractamente aceptable (tenga en cuenta el verbo condicional y el termine abstractamente: eso significa carente de correspondencia con la realidad objetiva, hipotético) por lo que no se demostró ninguna irregularidades, además el recurso fue presentado (tal vez deliberadamente dada la débil acusación) fuera del plazo máximo de parte de acusación.Además ningún jugador del equipo de Turín nunca fue resultado positivo en los controles antidopaje y debe ser recordado también que una dosis mayor al aconsejado no estaba prohibida. Sin embargo, el proceso del Tribunal de Casación, que no se ocupò prácticamente de juzgar a los acusados, sino sólo de la corrección de los niveles de sentencia ya realizados, estableció que esta motivación de absolución no era suficiente (abstractamente). La sentencia de hecho dice: Este Tribunal no tiene competencia para evaluar el mérito de la conducta incriminada. En esencia, la parte del juicio relativa al abuso de fármacos legítimos habría tenido que rehacerse desde el principio para llegar a una sentencia con motivaciones diferentes (que podría haber estado a favor o en contra).Se demostró que se utilizaron fármacos regulares en exceso de las aconsejado pero había que comprobar si constituía un delito según la ley de fraude deportivo(Cabe señalar de hecho que en determinados casos el médico puede optar por una sobredosis).El hecho es que el juicio nunca tuvo lugar y no se introdujo una ley sobre estas cosas hasta el año 2000, donde también cabe señalar que los fármacos utilizados por la Juventus no están incluidos en los productos prohibidos por esta ley.
También vale la pena recordar, que en el único precedente (relativo al Ciclismo) el Tribunal de Casación ya había excluido el uso de sustancias dopantes del ámbito de aplicación de la ley italiana de fraude deportivo porque ya existía una clara ley sobre la ingesta de sustancias farmacéuticas y dopantes (Cass. sez. 6, 25 gennaio 1996, n. 3011, Omini).
Algunos periódicos opinan que para satisfacer también al acusador, dado que en cualquier caso el delito había prescrito, el Tribunal Supremo ensombrece al anular la sentencia de apelación por un defecto formal.Comoquiera, si es cierto que el Tribunal de Casación anuló la sentencia de apelación porque podría haber una correlación entre la acusación y la ley sobre apuestas (previamente descartada), también lo es que el mismo Tribunal de Casación califica solamente las sustancias prohibidas como alteradoras (pag. 24), yendo así a favor del club italiano.
En consecuencia de todos los hechos, debe ser recordado que el CONI solicitó la opinión del Máximo tribunal deportivo, es decir el Tribunal de Arbitraje Deportivo de Lausana (Suiza) que, con la ayuda de la Agencia Mundial Antidopaje, absolvió en 2005 al club italiano de todas las acusaciones formuladas en su contra por la Procura de Turín, encabezada por el magistrado piamontés de origen napolitano Raffaele Guariniello, declarando a la Juventus no punible.El TAS de Lausana de hecho declarò que "El uso de fármacos no prohibidas expresamente por la legislación antidopaje no está penado en el deporte".En esencia, la Juventus salió limpia de los cargos procesales, esencialmente debidos al sistema legal poco claro vigente en Italia. De hecho, incluso si la sociedad hubiera sido declarada culpable por la justicia estatal (y no lo fuera), la misma establece que las sanciones contra las personas son dictadas por la ley estatal, mientras que las sanciones contra la sociedad y l'equipo son dictadas por la justicia deportiva.No por casualidad, ninguna autoridad deportiva ni River Plate presentaron algún procedimiento disciplinario o denuncia contra el club italiano.

"No podrá ser sancionado con medidas disciplinarias el uso de sustancias farmacológicas que no estén expresamente prohibidas por la legislación deportiva, y que no puedan considerarse sustancias similares o asociadas a las expresamente prohibidas. Sin embargo, independientemente de que existan o no sentencias dictadas por las autoridades estatales, las autoridades deportivas están obligadas a perseguir el uso de sustancias farmacológicas prohibidas por la legislación deportiva o cualquier infracción de una norma antidopaje.
Comisión Científica Antidopaje del CONI en referencia a los documentos recibidos por el TAS de Lausana, 27 de abril 2005.

## Final
| 1   | Guardameta     | Angelo Peruzzi       |     |
| 3   | Defensa        | Moreno Torricelli    |     |
| 2   | Defensa        | Ciro Ferrara         |     |
| 4   | Defensa        | Paolo Montero        |     |
| 5   | Defensa        | Sergio Porrini       |     |
| 14  | Centrocampista | Didier Deschamps     |     |
| 18  | Centrocampista | Vladimir Jugović     |     |
| 7   | Centrocampista | Angelo Di Livio      |     |
| 21  | Centrocampista | Zinedine Zidane      | 90' |
| 10  | Delantero      | Alessandro Del Piero |     |
| 9   | Delantero      | Alen Bokšić          |     |
| DT: | DT:            | Marcello Lippi       |     |

| 1   | Guardameta     | Roberto Bonano    |     |
| 4   | Defensa        | Hernán Díaz       |     |
| 2   | Defensa        | Celso Ayala       |     |
| 6   | Defensa        | Eduardo Berizzo   |     |
| 3   | Defensa        | Juan Pablo Sorín  |     |
| 8   | Centrocampista | Roberto Monserrat |     |
| 5   | Centrocampista | Leonardo Astrada  |     |
| 11  | Centrocampista | Sergio Berti      | 75' |
| 10  | Centrocampista | Ariel Ortega      |     |
| 9   | Delantero      | Enzo Francescoli  |     |
| 7   | Delantero      | Julio Cruz        | 84' |
| DT: | DT:            | Ramón Díaz        |     |

| 20 | Centrocampista | Alessio Tacchinardi | 90' |

| 18 | Centrocampista | Leonel Gancedo | 75' |
| 16 | Delantero      | Marcelo Salas  | 84' |

| Anotado | 81' | Alessandro Del Piero | 1-0 |

| Amonestado | 50' | Vladimir Jugović  |
| Amonestado | 51' | Paolo Montero     |
| Amonestado | 67' | Sergio Porrini    |
| Amonestado | 82' | Moreno Torricelli |
| Amonestado | 84' | Zinedine Zidane   |

| Amonestado | 38' | Leonardo Astrada |

| Árbitro             | Márcio Rezende de Freitas |
| Árbitros asistentes | Yoshikazu Hiroshima       |
| Árbitros asistentes | Hiroshi Fukuda            |

| 1   | Guardameta     | Angelo Peruzzi       |     |
| 3   | Defensa        | Moreno Torricelli    |     |
| 2   | Defensa        | Ciro Ferrara         |     |
| 4   | Defensa        | Paolo Montero        |     |
| 5   | Defensa        | Sergio Porrini       |     |
| 14  | Centrocampista | Didier Deschamps     |     |
| 18  | Centrocampista | Vladimir Jugović     |     |
| 7   | Centrocampista | Angelo Di Livio      |     |
| 21  | Centrocampista | Zinedine Zidane      | 90' |
| 10  | Delantero      | Alessandro Del Piero |     |
| 9   | Delantero      | Alen Bokšić          |     |
| DT: | DT:            | Marcello Lippi       |     |

| 1   | Guardameta     | Roberto Bonano    |     |
| 4   | Defensa        | Hernán Díaz       |     |
| 2   | Defensa        | Celso Ayala       |     |
| 6   | Defensa        | Eduardo Berizzo   |     |
| 3   | Defensa        | Juan Pablo Sorín  |     |
| 8   | Centrocampista | Roberto Monserrat |     |
| 5   | Centrocampista | Leonardo Astrada  |     |
| 11  | Centrocampista | Sergio Berti      | 75' |
| 10  | Centrocampista | Ariel Ortega      |     |
| 9   | Delantero      | Enzo Francescoli  |     |
| 7   | Delantero      | Julio Cruz        | 84' |
| DT: | DT:            | Ramón Díaz        |     |

| 20 | Centrocampista | Alessio Tacchinardi | 90' |

| 18 | Centrocampista | Leonel Gancedo | 75' |
| 16 | Delantero      | Marcelo Salas  | 84' |

| Anotado | 81' | Alessandro Del Piero | 1-0 |

| Amonestado | 50' | Vladimir Jugović  |
| Amonestado | 51' | Paolo Montero     |
| Amonestado | 67' | Sergio Porrini    |
| Amonestado | 82' | Moreno Torricelli |
| Amonestado | 84' | Zinedine Zidane   |

| Amonestado | 38' | Leonardo Astrada |

| Árbitro             | Márcio Rezende de Freitas |
| Árbitros asistentes | Yoshikazu Hiroshima       |
| Árbitros asistentes | Hiroshi Fukuda            |

|                   |
| Bandera de Italia |
| Campeón Juventus  |
| 2.do título       |